# Davide Bertolotti
Davide Bertolotti (Turín, 2 de septiembre de 1784 - Turín, 13 de abril de 1860) fue un poeta y narrador italiano, contemporáneo y amigo de Alessandro Manzoni.

## Biografía
Nacido en Turín de una familia rica, después de la formación literaria estuvo activo sobre todo en Milán (Milán), donde dirigió las revistas Spettatore italiano (1815-1817), nacida de la inspiración del Spectateur de Conrad Malte-Brun, y Raccoglitore, ossia Archivj di viaggi, di filosofia [&c.], fundado por él en 1818. Regresó a la capital piamontesa en 1834. En Turín fue director del periódico Teatro universale (1834-37).
Autor ecléctico, compuso novelas históricas, tragedias, poemas, ensayos históricos y guías de viaje.
Está enterrado en el Cementerio Monumental de Turín.

## Textos de Bertolotti
- 1818 - Milano e la Lombardia, Stella, Milano (online)
- 1919 - Milano e la Lombardia nel 1818, Milano
- 1821 - Viaggio al Lago di Como, Ostinelli, Como (online)
- 1822 - L'isoletta dei cipressi, romanzo, Milano
- 1822 - Peregrinazioni: viaggio al lago d'Orta, a Varallo, a Ginevra pel Sempione, Milano
- 1823 - La calata degli Ungheri in Italia nel Novecento, romanzo storico, Fontana, Milano
- 1823 - Il ritorno dalla Russia, romanzo, Bocca, Milano(online)
- 1824 - Amore e i sepolcri, Milano (online)
- 1825 - Lettere da Telgate o sia viaggio in Valcalepio al lago d'Iseo e ne' dintorni, Bocca, Milano, 1825 (online)
- 1824 -Storia del Portogallo, Milano
- 1825 - Storia della China, Milano
- 1825 - Viaggio ai tre laghi di Como, Lugano e Maggiore, Ostinelli, Como(online)
- 1830 - Viaggio in Savoia: ossia descrizione degli Stati Oltramontani di S.M. il Re di Sardegna, 2 volumi, Vignozzi, Torino (online)
- 1830 - Istoria delle Reale Casa di Savoia, Fontana, Milano (online)
- 1830 - Isabella Spinola, racconto storico in versi, Fontana, Milano (online)
- 1832 - Tragedie (Tancredi, conte di Lecce; Ines di Castro; I Crociati a Damasco; Irene), Silvestri, Milano (online)
- 1832 - Storia delle Crociate, Milano
- 1834 - Viaggio nella Liguria marittima, 3 volumi, Botta, Turín, (online: Volume 1, Volume 2, Volume 3)
- 1838 - Alcune rime, Botta, Turín
- 1838 - Gli Arabi in Italia, esercitazione storica, Baglione, Turín(online)
- 1840 - Descrizione di Torino, Pomba, Turín(online)
- 1844 - Il Salvatore, poema in dodici canti, Botta, Turín(online)
- 1857 - Il regno lombardo-veneto, Cremona (escrito con Cesare Cantù)
- 1857 - Gli stati sardi, Cremona, (escrito con Cesare Cantù)